# Степное (Фёдоровский район)
Степное (каз. Степной) — упразднённое село в Фёдоровском районе Костанайской области Казахстана. Ликвидировано в 2009 году. Входило в состав Камышинского сельского округа.

## Население
В 1999 году население села составляло 161 человек (78 мужчин и 83 женщины).